# Ледюк, Виолетт
Виолетт Ледюк (фр. Violette Leduc) (7 апреля 1907, Аррас, Па-де-Кале, Франция — 28 мая 1972, Фокон, Воклюз, там же), французская писательница, феминистка.

## Биография
Родилась в Аррасе в 1907 году, была незаконнорождённой дочерью служанки Берты Ледюк. Её отцом был Андре Дебарай, чьи предки принадлежали к крупной буржуазии и жили в коммуне Валансьен.
Виолетта пошла учиться в 1913 году, но учёба была прервана началом Первой мировой войны.
В 1942 году встретила Мориса Сакса и Симону де Бовуар, которые убедили её в том, что ей необходимо заниматься литературным творчеством.
Успех пришел к Виолетте с опубликованием автобиографического романа «Незаконнорождённая» (1964), предисловие к которому написала Симона де Бовуар.
Скончалась в мае 1972 года от рака молочной железы.

## Произведения
- L’Asphyxie («Удушье», роман, 1946).
- L’affamée («Голодающая», 1948).
- Ravages («Разрушение», 1955).
- La vieille fille et le mort, 1958.
- Trésors à prendre, suivi de Les Boutons dorés, 1960.
- La Bâtarde («Незаконнорождённая», 1964).
- La Femme au petit renard, 1965.
- Thérèse et Isabelle («Тереза и Изабель», 1966, в 1968 по роману снят фильм).
- La Folie en tête («Помешательство», автобиогр., 1970)
- Le Taxi, 1971.
- La Chasse à l’amour («Любовная охота», автобиогр., изд. в 1973).

## Образ в искусстве
- Фильм «Виолетт» (2013, реж. Мартен Прово)